# Oberegg
Oberegg je obec (okres) ve švýcarském kantonu Appenzell Innerrhoden. Nachází se asi 15 kilometrů severovýchodně od hlavního města kantonu, Appenzellu, a 13 kilometrů východně od St. Gallenu, v nadmořské výšce 870 metrů. Území obce je exklávou, obklopenou kantony Appenzell Ausserrhoden a St. Gallen. Žije zde přibližně 1 900 obyvatel.

## Geografie a poloha

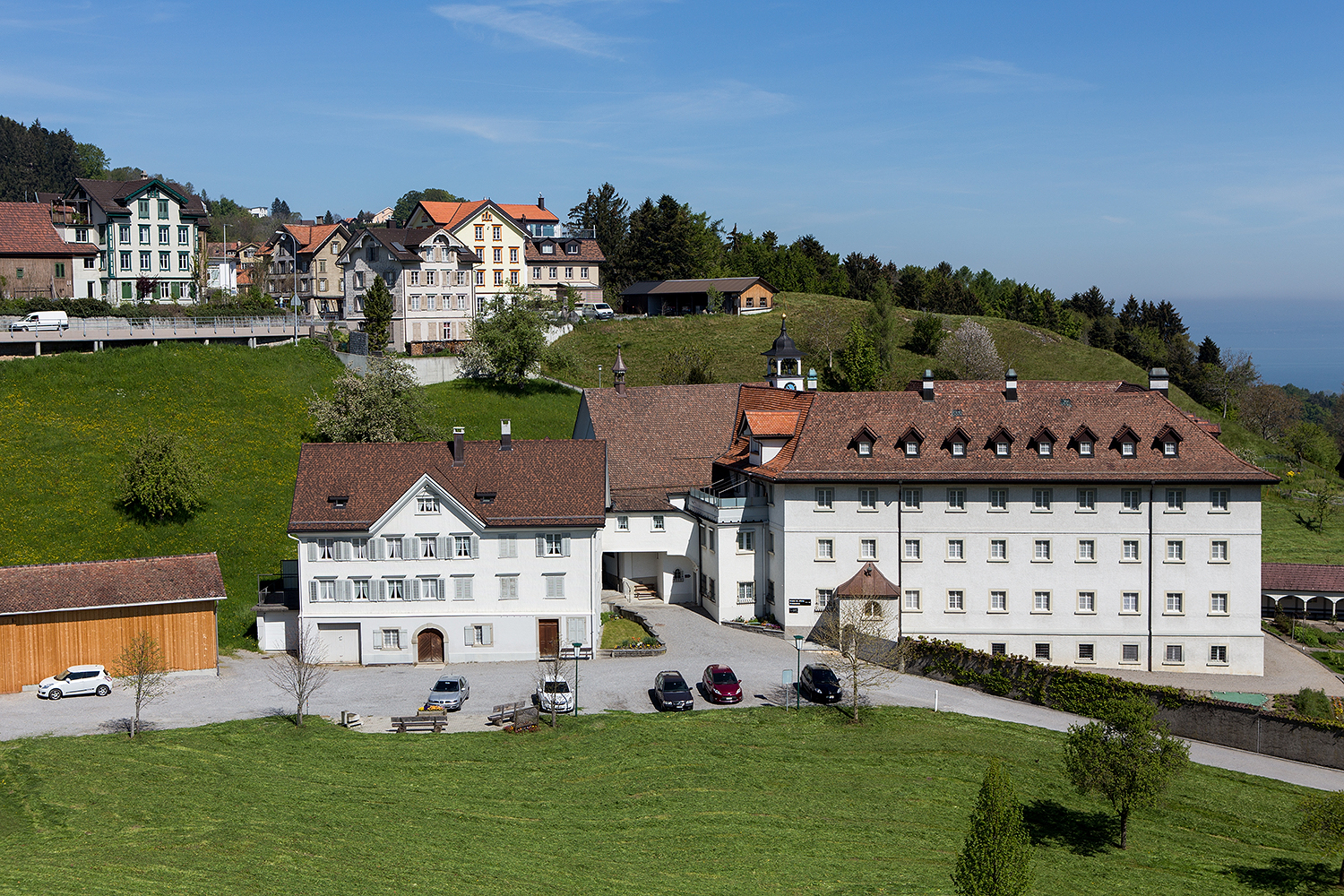
Klášter Grimmenstein

Oberegg tvoří spolu s obcí Reute v kantonu Appenzell Ausserrhoden jižní část oblasti zvané Appenzeller Vorderland. Z 14,7 km² území obce tvoří 51,8 % louky a pole, 42,5 % lesy, 5,5 % obdělávaná půda se stavbami nebo cestami a 0,1 % neproduktivní půda.
Území vnitřní exklávy Oberegg se dělí na tři geograficky odlišné části. Západní, výše položená část okresu se skládá z obce Oberegg a větších osad St. Anton, Honegg a Kapf. Východní část katastru, která leží více v údolí Rýna, tvoří větší místní části Büriswilen, Eschenmoos a Sulzbach. Oblast obce Oberegg je celá ohraničena kantony Appenzell Ausserrhoden a St. Gallen. Součástí okresu Oberegg je také katolický klášter Grimmenstein (sv. Otýlie), který se nachází v obci Walzenhausen Platz.
Stejně jako celá oblast Appenzellerland je i obec Oberegg charakteristická rozptýleným osídlením s jednotlivými statky, což přispívá k půvabu krajiny. Výjimkou je jižní svah oblasti St. Anton, který je převážně zalesněný. Vedle hlavní obce Oberegg tvoří i v současnosti důležité centrum osídlení četné vesnice. Rozptýlené osídlení i vesnice se však jako forma bydlení dostaly pod tlak, v neposlední řadě kvůli národní legislativě územního plánování, která vyžaduje hustší zástavbu v jádrových zónách. Díky usazování nového průmyslu a silnému stavebnímu rozvoji v obci od 50. let 20. století se Oberegg stal centrem osídlení okresu.

## Historie

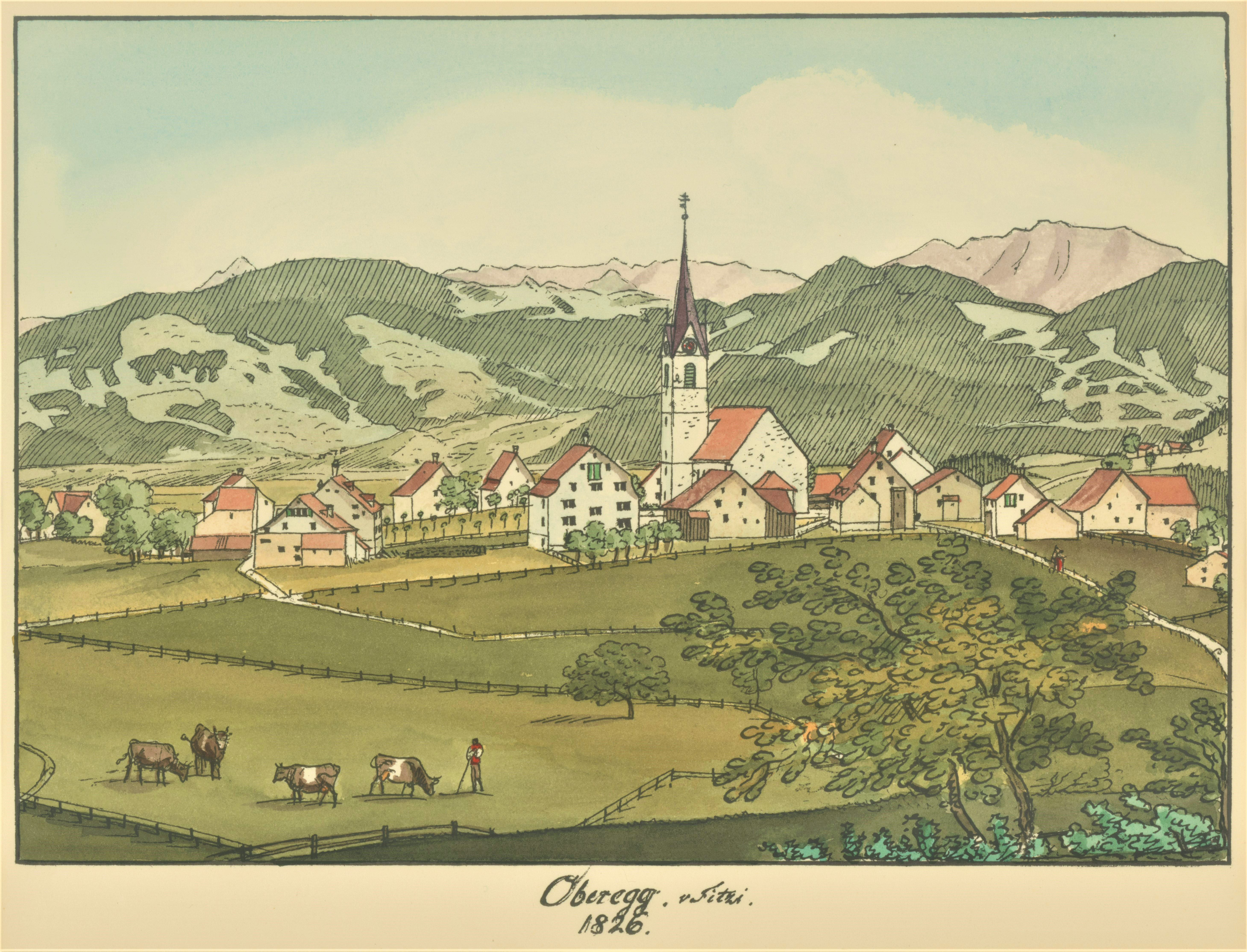
Oberegg na vyobrazení z roku 1826

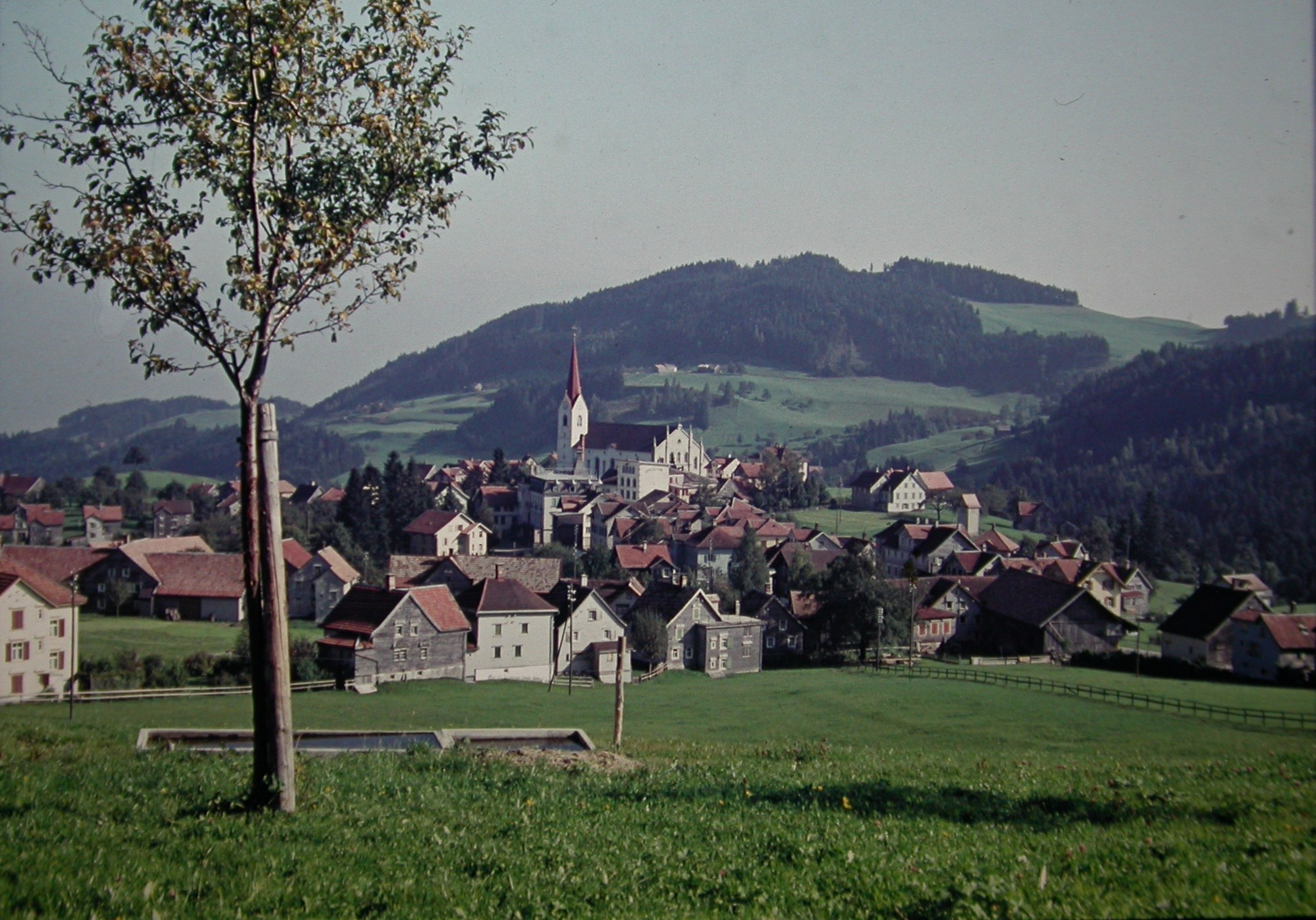
Oberegg (1955)

Nález římských mincí u vesnice Heilbronnen naznačuje rané osídlení v oblasti okresu. Podle listinných důkazů však ke skutečnému osídlení Alemanů došlo až na přechodu z 12. do 13. století. Velké množství názvů mýtin a názvů statků podle divokých zvířat (Bernsboden, Bensol, Falchenstein nebo Uelenhorst) naznačuje druhou éru kolonizace. Pouze vesnice Büriswilen nese jméno z karolinského období. Jméno Oberegg se poprvé objevuje jako název vesnice v cestním listě z roku 1470.
Osadníci pocházeli z údolí Rýna (z Bernecku, Marbachu a Altstättenu) nebo z oblasti Appenzeller Mittelland. Byli poddanými opata ze St. Gallenu, kterému museli odvádět daně. Vedle nich byli světští páni z Rosenbergu-Bernecku a páni z Altstättenu. Ti postavili hrad Hoch-Altstätten v současném okrese Oberegg.
V důsledku rozdělení oblasti během reformace v roce 1597, kdy byl dosud unitární kanton Appenzell rozdělen na katolický Innerrhoden a protestantský Ausserrhoden, se Oberegg stal exklávou. Lidé z Obereggu, kteří se drželi staré víry, byli přiřazeni k Innerrhodenu, ačkoli byli obklopeni protestanty. Hranice okresu se na mnoha místech klikatí dosud, protože podle náboženské příslušnosti jednotlivých zemědělců se muselo rozhodnout, ke kterému polokantonu (Rhodu) bude jejich hospodářství patřit.

Letecký pohled (1949)

Za helvétské éry byly obce Oberegg a Hirschberg přiřazeny k okresu Wald, zatímco vesnice Kapf a Boden k okresu Oberrheintal; oba okresy se nacházely v kantonu Säntis. Většina obyvatel Obereggu byla proti reorganizaci. To vedlo k tomu, že pod vedením Johanna Kolba byly proti skládání přísahy na novou ústavu zvednuty zbraně. Dne 4. září 1798 je však přemohly helvétské oddíly z okresu Herisau u Oberholzu.
Během tzv. období mediace na počátku 19. století se obnovily spory o vymezení hranic mezi oběma polokantony, Ausserrhodenem a Innerrhodenem. Přestože rozhodčí soud hranice provizorně určil, definitivní hranice mohly být stanoveny až po založení nového spolkového státu v roce 1848.
Okres Oberegg v současné podobě vznikl v roce 1872 na základě nové kantonální ústavy sloučením okrsků Hirschberg a Oberegg.

## Politika

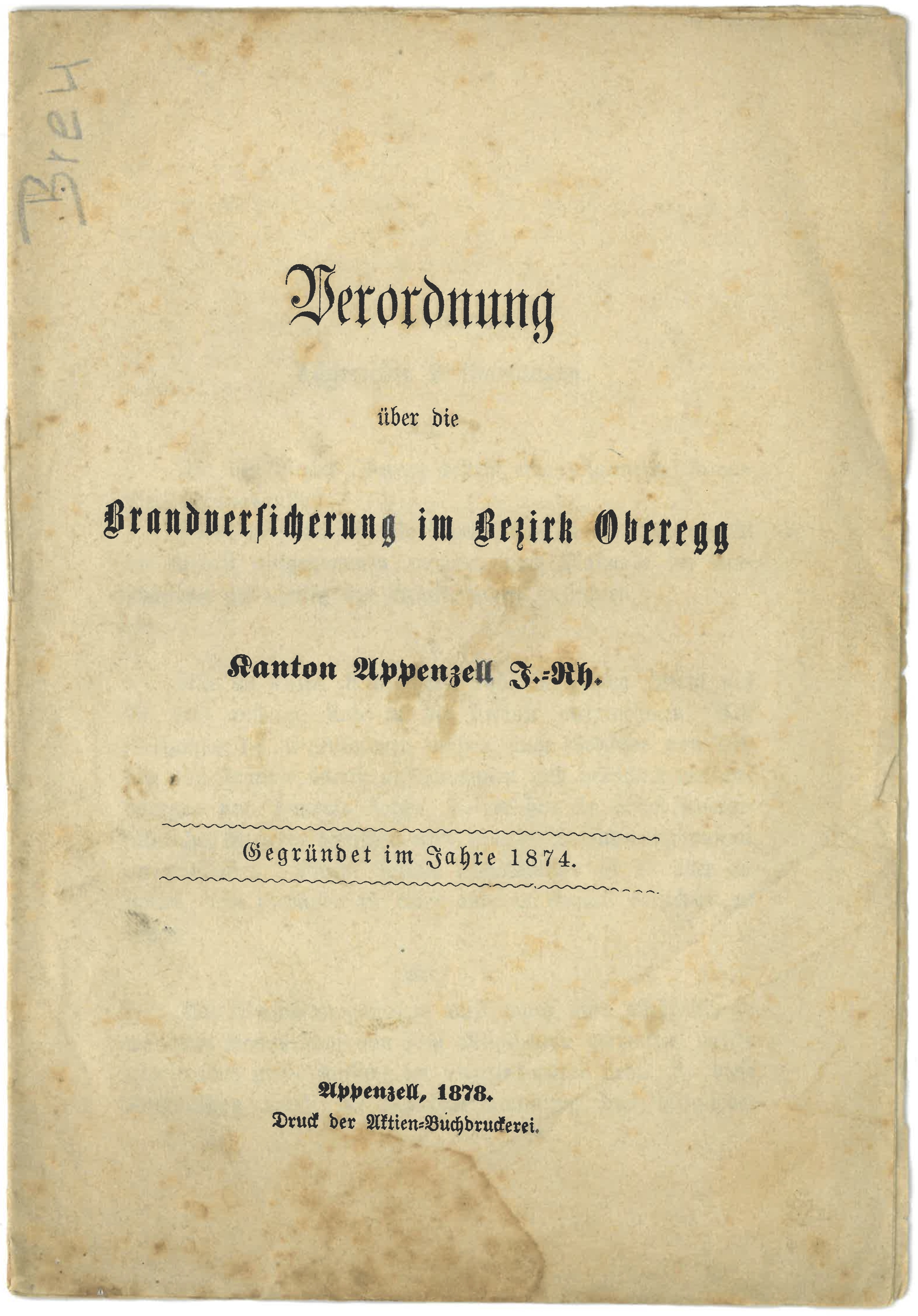
Oberegg je jedinou obcí ve Švýcarsku, která má vlastní pojištění budov.

Okres (obec) Oberegg řídí sedmičlenná okresní rada (Bezirksrat) v čele s hejtmanem (Bezirkshauptmann). Jako další orgány působí četné komise vedené okresními radními. Od roku 1968 se v okrese Oberegg hlasuje a volí. Na rozdíl od všech ostatních obcí v kantonu Appenzell Innerrhoden bylo veřejné obecní shromáždění zrušeno. Monika Egli byla v roce 1994 jako první žena zvolena do místního zastupitelstva poté, co bylo v roce 1991 v kantonu Appenzell Innerrhoden zavedeno volební právo žen. Funkci okresního hejtmana dosud nikdy nezastávala žena. V okresní radě navíc v současnosti není žádná žena.
Oberegg má vlastní hasičský sbor. V roce 2001 se sloučil se sousední obcí Reute a vznikl hasičský sbor Oberegg-Reute. Jednalo se o první přeshraniční sloučení dvou hasičských sborů v různých kantonech ve Švýcarsku. V bývalé hasičské zbrojnici v místní části St. Anton se nachází hasičské muzeum. Organizace civilní obrany v Obereggu (ZSO), která existovala od roku 1972, se v roce 1995 rovněž sloučila s organizací v Reute. V roce 2022 však bylo toto sloučení zrušeno a ZSO Oberegg byl začleněn do ZSO Appenzell Innerrhoden. Původně byla organizována okresem Oberegg, od roku 1970 převzala policejní povinnosti v okrese Oberegg kantonální policie Appenzell Innerrhoden. Z geografických důvodů je v případě nouze k dispozici také kantonální policie Appenzell Ausserrhoden nebo kantonální policie St. Gallen.
Okres Oberegg je jedinou obecní organizací ve Švýcarsku, která provozuje vlastní stavební pojištění (Assekuranz). Tato služba byla zavedena v roce 1874 a povinně pojišťuje všechny budovy na území okresu.
V okrese Oberegg neexistují žádné místní politické strany, ale tři profesní zájmová sdružení, která navrhují kandidáty do voleb a vydávají doporučení pro hlasování. Jedná se o Handwerker- und Gewerbeverein Oberegg (založený v roce 1970), Arbeitnehmervereinigung Oberegg (založený v roce 1977) a Politische Bauernvereinigung Oberegg (založený v roce 1992).
Polní družstva (Flurgenossenschaften) tvoří další typ veřejnoprávní korporace. Udržují a budují četné soukromé koridory silnic a cest, existující na území okresu, a skládají se z místních obyvatel.

## Obyvatelstvo
| Vývoj počtu obyvatel | Vývoj počtu obyvatel | Vývoj počtu obyvatel | Vývoj počtu obyvatel | Vývoj počtu obyvatel | Vývoj počtu obyvatel | Vývoj počtu obyvatel | Vývoj počtu obyvatel | Vývoj počtu obyvatel |
| -------------------- | -------------------- | -------------------- | -------------------- | -------------------- | -------------------- | -------------------- | -------------------- | -------------------- |
| Rok                  | 1850                 | 1900                 | 1910                 | 1950                 | 2000                 | 2010                 | 2020                 |                      |
| Počet obyvatel       | 2141                 | 2652                 | 2862                 | 2197                 | 1796                 | 1892                 | 1927                 |                      |

## Hospodářství
Až do 20. století bylo zemědělství v Obereggu dominantním zdrojem příjmů, často v kombinaci s jinými druhy zaměstnání, například v textilním průmyslu jako chalupářství. Vzhledem k nadmořské výšce se obereggští zemědělci specializovali na chov dobytka a pěstování trávy. V nižších nadmořských výškách se provozovalo také vinařství. Ve vesnici Katzenmoos se dosud pěstuje vinná réva. Zemědělství je v Obereggu stále významným hospodářským odvětvím.
Domácí textilní průmysl, který byl pro oblast Appenzeller Vorderland velmi důležitý, je v Obereggu patrný od poloviny 18. století. Vzhledem ke konfesijní hranici katolický Oberegg se zpožděním následoval hospodářský rozvoj svých protestantských sousedů. V Obereggu se tkaly lněné a bavlněné tkaniny, vyšívalo se hrubými i jemnými výšivkami a od druhé poloviny 19. století se vyrábělo technicky náročné hedvábné pytlovinové sukno. Tkalcovské stavy pro tuto podomáckou výrobu byly umístěny ve stájích nebo sklepích soukromých domácností. Zákazníky a dodavateli surovin byli často zemědělci z okolního venkova mimo Rhodos. Od druhé poloviny 19. století vyráběli podnikatelé v Obereggu také ve vlastních továrnách; v některých obdobích existovaly na hlavní silnici Dorfstrasse tři výrobní závody. Úpadek textilního průmyslu byl způsoben celosvětovou hospodářskou krizí ve 20. a 30. letech 20. století a již se z něj nevzpamatoval.
Oberegg se od raného novověku až do současnosti vyznačoval řadou malých a středních podniků. V dokumentu z roku 1666 je uvedeno deset různých mlýnů. V letech 1852 až 1972 vyráběl pivo pivovar Krone rodiny Locherů. Tradičně silný je dřevozpracující průmysl. Po úpadku textilního průmyslu v polovině 20. století byly průmyslové podniky aktivně podporovány, aby se usadily v nově vzniklé průmyslové zóně Feldli. V roce 1970 zde například postavila výrobní halu společnost Presta AG z Lichtenštejnska. Tato společnost, která vyrábí především díly pro automobilový průmysl, je dnes největším zaměstnavatelem v Obereggu.
Druhé hospodářské odvětví v současnosti představuje největší podíl pracovních míst v Obereggu. To je v kontrastu se zbytkem Švýcarska, kde dominuje třetí sektor.